# Les Abysses
Pour les articles homonymes, voir Abysse (homonymie).
Pour plus de détails, voir Fiche technique et Distribution.
Les Abysses est un film français réalisé par Nikos Papatakis, sorti en 1963.

## Synopsis
Deux bonnes travaillant pour un viticulteur n'ont plus été payées depuis trois ans. Elles vont se révolter jusqu'au meurtre...

## Fiche technique
- Réalisation : Nikos Papatakis
- Scénario : Jean Vauthier, Louis Jouvet (non crédité) d'après la pièce Les Bonnes de Jean Genet.
- Photographie : Jean-Michel Boussaguet
- Musique : Pierre Barbaud
- Genre : comédie dramatique
- Durée : 96 minutes
- Date de sortie : 1963

## Distribution
- Francine Bergé : Michelle, la bonne
- Colette Bergé : Marie-Louise
- Pascale de Boysson : Mademoiselle Élisabeth Lapeyre
- Colette Régis : Madame Gertrude Lapeyre
- Paul Bonifas : Monsieur Lapeyre
- Jean-Louis Le Goff : Philippe
- Lise Daubigny : acheteur
- Robert Benoît : acheteur
- Marcel Roche : acheteur

## Autour du film
Nikos Papatakis a réalisé cinq films en trente ans, Les Abysses étant le premier.
Ce film est inspiré de la pièce de Jean Genet, Les Bonnes, lui-même tiré de l'histoire authentique des sœurs Papin (1934).  Prévu pour être présenté au festival de Cannes en 1962, le comité de sélection le rejette à cause de sa violence et pour la métaphore de la lutte des algériens contre les colons français que certains croient y voir. André Malraux, ministre de la Culture, sensible à l’importance de l’œuvre soutenue par Jean-Paul Sartre, Simone de Beauvoir, Jean Genet et André Breton, l'impose finalement entrainant la démission du président du syndicat des producteurs français Francis Cosne en signe de protestation et un scandale sur la Croisette lors de sa projection. 
À noter, les scènes de démence et d'hystérie, ainsi que la scène du meurtre.

## Récompenses et distinctions
- 1963 : Grand Prix de l'Académie du Cinéma